# جايسون كوستيجان
جايسون كوستيجان هو معلق رياضي وسياسي أسترالي، ولد في 13 يونيو 1971 في ماكاي في أستراليا. نشط حزبياً في الحزب الوطني الليبرالي في كوينزلاند (2012 – 2012) ومستقل (18 نوفمبر 2019 – 18 نوفمبر 2019). في 2012 Queensland state election ‏، انتخب عضو المجلس التشريعي لولاية كوينزلاند ‏ عن دائرة Electoral district of Whitsunday ‏ (24 مارس 2012 – 31 أكتوبر 2020).